# Сірой (Тіба)

35°47′30″ пн. ш. 140°3′23″ сх. д. / 35.79167° пн. ш. 140.05639° сх. д.
Сіро́й (яп. 白井市, しろいし, МФА: [ɕiɾoi̯ ɕi̥]) — місто в Японії, в префектурі Тіба.

## Короткі відомості
Розташоване в північно-західній частині префектури, на Сімоському плато. Виникло на основі декількох сільських поселень раннього нового часу. Основою економіки є сільське господарство, вирощування японських груш. Станом на 1 жовтня 2008 площа міста становила 35,41 км². Станом на 1 січня 2009 населення міста становило 58 734 осіб.